# Franz Xaver Gruber (Polizeidirektor)
Franz Xaver Gruber (* 1765 in Amberg; † November 1814 in Regensburg) war von 1810 bis zu seinem Tod königlich bayerischer Polizeidirektor in Regensburg. Er organisierte nach dem Anschluss der Stadt Regensburg an das Königreich Bayern den Aufbau einer staatlichen Stadtverwaltung, die den Wiederaufbau der schwer zerstörten südlichen Stadt organisieren sollte.

## Ernennung und Wirken
Unter dem Kurfürsten und späteren König von Bayern Maximilian I. bestimmte der von 1799 bis 1817 im Amt befindliche Minister Montgelas neben der Außenpolitik auch die bayerische Innenpolitik maßgebend. Er verfolgte eine stark zentralistisch und patriotisch geprägte Innenpolitik und duldete keine kommunale Selbstverwaltung. Gemäß dem bayerischen Gemeindeedikt von 1808 wurde deshalb die Verwaltung der Stadt Regensburg nach dem Anschluss der Stadt an Bayern auf die staatlich bayerische Polizeidirektion übertragen.
Auf Vorschlag des königlichen Hofkommissärs Freiherr Joseph Maria von Weichs, der damit beauftragt war, den Anschluss von Regensburg an das Königreich Bayern in die Wege zu leiten und zu organisieren, wurde Franz Xaver Gruber einige Monate nach dem am 22. Mai 1810 vollzogenen Anschluss der Stadt an Bayern zum Polizeidirektor ernannt. Seinen Personalvorschlag begründete der Freiherr von Weichs damit, dass eine so wichtige alte Reichsstadt wie Regensburg, in der so viele Überreste des Reichstages versteckt sind, die so viele gebildete Menschen und hohe Geistliche beherbergt und die von so vielen Fremden besucht wird, auch eine ganz besondere Person als Polizeidirektor erhalten müsse. Die Bildung des neuen Direktors müsse sehr fein sein und er dürfe in keinerlei Abhängigkeit zu den Einwohnern der Stadt stehen, womit besonders die alte protestantische Elite der Stadt gemeint war.

## Bau eines Denkmals
Nach seiner Ernennung war Grubers Tätigkeit besonders von Wiederaufbaumaßnahmen nach der vollständigen Zerstörung des südöstlichen Stadtbereichs im April 1809 während Schlacht bei Regensburg  geprägt. Die Bürger der sich am Rande eines wirtschaftlichen Ruins befindlichen Stadt waren dankbar für seine Tätigkeiten und nach seinem überraschenden frühen Tod erschienen eine Reihe von Lobschriften. Wenige Monate nach seinem Tod fassten die Bürger den Entschluss, den verdienten Polizeidirektor mit einem Denkmal zu ehren. Die den Bürgern dankbare Ehefrau verfasste die folgende Inschrift für den Grabstein ihres Ehemannes:
- Der schönste Kranz ward ihm gewunden / Da er des Amtes schwere Bürde / mit Staatespflicht und Menschenwürde / Mit Weh und Wohl so schön verbunden / Wanderer! Willst du weiterlesen /  Gehe zu jenem Denkmal hin! Wer ein edler Mann gewesen / Zeugt der edle Bürgersinn.

Das schlichte Sandstein-Denkmal im Stil des Empire wurde in der Ostenallee nahe der D. Martin Luther-Straße errichtet und zuletzt 1977 umfassend erneuert. Ein gestufter Sockel mit ausladendem Sims trägt eine Stele und ein Lorbeerkranz ziert die Ostseite. Die Bedachung des Denkmals ist einem Akroterion ähnlich. West- und Ost-Seite des Denkmals tragen mit vergoldetem Feston geschmückte Solnhofer Platten. Beide Inschriften bringen die Verbundenheit der Bürger mit dem Polizeidirektor zum Ausdruck:
- Dem Andenken / des / würdigen POLIZEY-Drektors / Franz Xav. Gruber die dankbaren / Bürger / Regensburgs.
- Treu dem Könige, / rastlos thätig für / Bürger-Wohl, wirkte er nur kurze Zeit, / aber für uns immer unvergesslich / Bürger / Regensburgs.

Zum Andenken an Gruber wurde von einem dankbaren Verehrer ein Gedicht verfasst und gedruckt.